# Converso

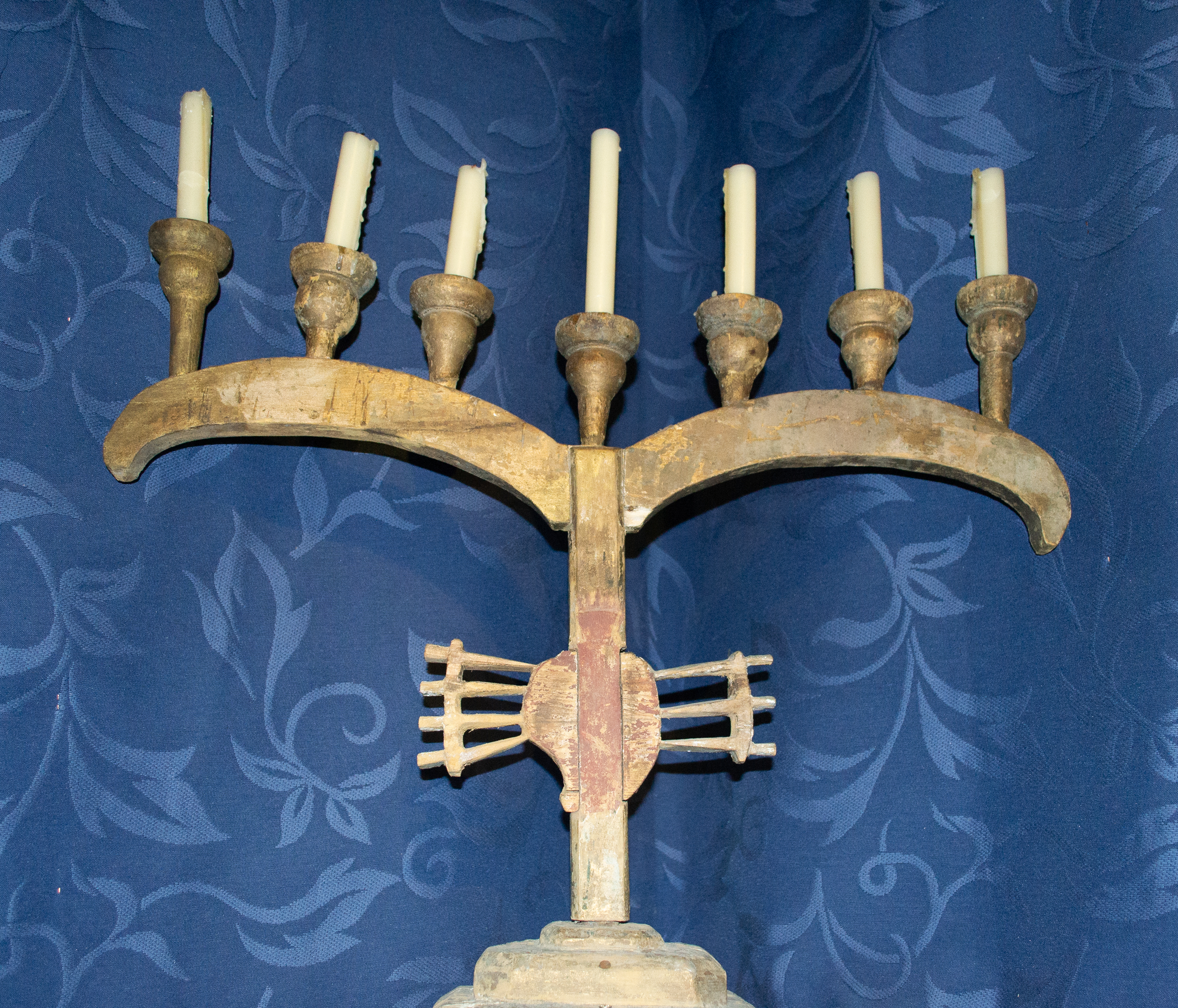
Menorah d'un judéo-convers, (Palacio de los Olvidados)

Un converso, terme portugais et espagnol signifiant « converti » et issu du latin conversus, est un Juif converti au catholicisme, le plus souvent de force en Espagne ou au Portugal, en particulier aux XIVe et XVe siècles.
En hébreu, anouss désigne le Juif converti de force à une autre religion : christianisme comme islam.

## Histoire

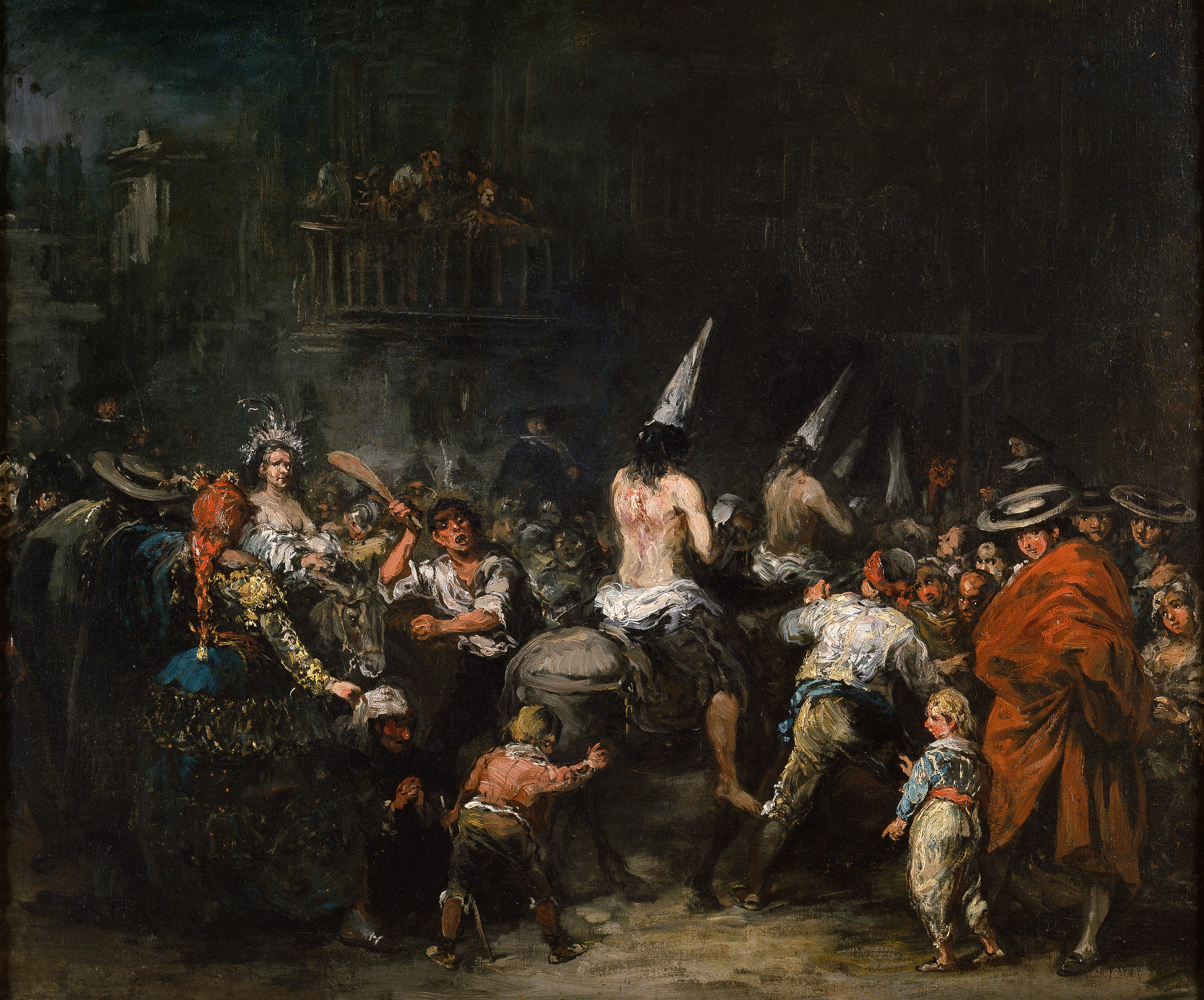
Condamnés par l'Inquisition, tableau d'Eugenio Lucas Velázquez (1833-1836). Les condamnés sont coiffés du coroza et portent un sambenito d'infamie.

Le terme conversos apparaît pour la première fois à la fin de l'Espagne médiévale, en 1380.
De nombreux Juifs d'Espagne ainsi que des Juifs portugais (en) doivent se convertir au christianisme après les pogroms sanglants de 1391 et de la fin du XIVe siècle. Ceux qui refusent et choisissent de demeurer fidèles au judaïsme sont l'objet, un siècle plus tard, du décret de l'Alhambra et de l'expulsion massive de 1492.
Les conversos qui ne sont principalement de « nouveaux chrétiens » qu'en apparence et continuent à « judaïser » en secret sont désignés sous le terme méprisant de « marranes » qui signifie « porcs ».

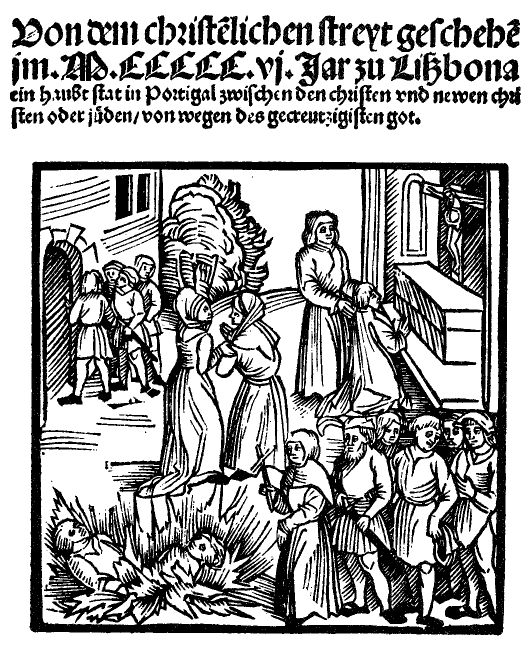
Massacre des juifs et nouveaux chrétiens par les chrétiens à Lisbonne, publication de Nuremberg, 1506.

Le massacre de Lisbonne en 1506 s'applique à traquer, torturer, violer, tuer et brûler environ deux milliers de Juifs, récemment convertis de force au catholicisme, par la foule portugaise catholique durant trois jours d'avril.

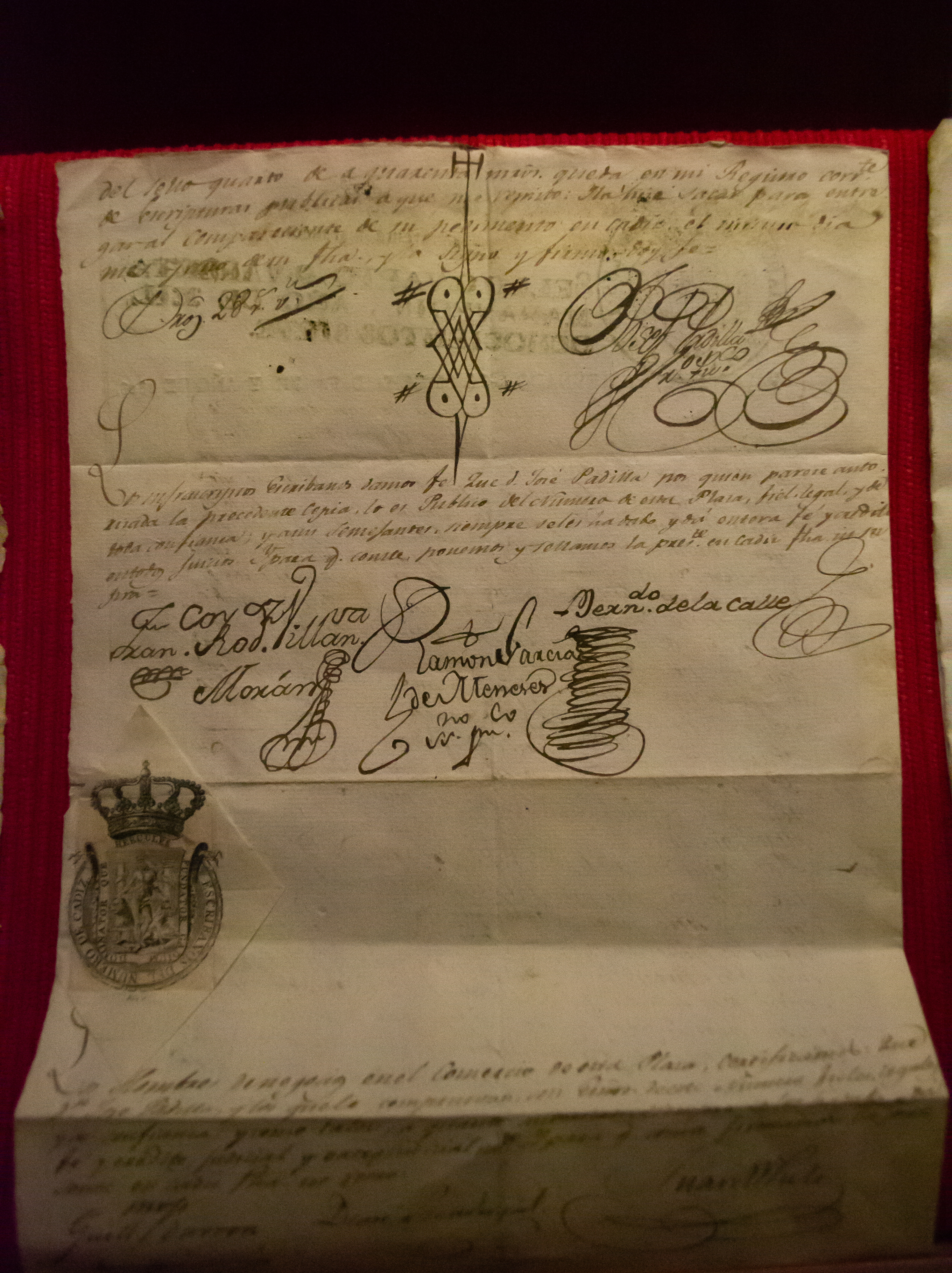
Document administratif avec signatures de juifs conversos, XV-XIX s. (Palacio de los Olvidados)

Ils sont également persécutés par l'antijudaïsme de l'Inquisition, jugés, parfois « réconciliés » mais le plus souvent condamnés à différentes peines allant jusqu'au bûcher. Une particularité est qu'ils peuvent l'être jusqu'à plusieurs décennies après leur mort, ; leur procès s'instruit alors « en memoria y fama » et leur relaxation (un euphémisme pour « condamnation à être brûlé sur le bûcher ») ou tout autre condamnation sont obtenues « en effigie » (soit par contumace) dont l'exécution en effigie (où l'on peut déterrer et brûler leurs os) mais tous leurs biens sont effectivement confisqués et leur famille ainsi ruinée, car les raisons économiques motivent souvent ces procès post mortem,,.
À la fin du XVe siècle jusqu'au milieu du XVIe siècle, les judéo-convers représentent 90 % des cas traités par la Congrégation du Saint-Office à Valence. Dans cette documentation inquisitoriale, les conversos apparaissent également sous d'autres appellations en castillan ou en valencien : « tornadizo, judío, cristiano nuevo, que primero fue judío, novament convertit, cristiá novel ».

## Conversos et nouveaux chrétiens

### Tendances et classification

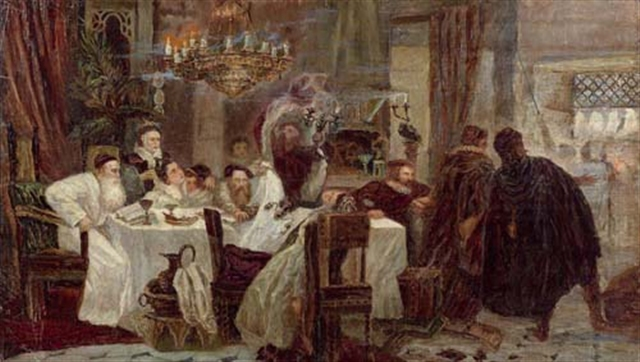
Marranos, Moshe Maimon, 1893

Les historiens spécialistes des judéo-convers « tendent à penser que la grande originalité de la famille conversa réside dans son caractère nettement endogamique, alors que les mariages mixtes relèvent le plus souvent de l’exception »,. Toutefois, contrairement à ce que soutient l'historien Israël Revah (es), d’autres comme Joseph Pérez, Márquez Villanueva (es) ou encore Romano i Ventura (ca) dans le cas de Valence, « pensent qu’en marge des tendances hétérodoxes…, on ne peut nier qu’il existe dans l’Espagne du XVe siècle une majorité de conversos qui ont embrassé sincèrement la cause du catholicisme ».
Cette partie des conversos, devenus sincèrement catholiques, désapprouvent les marranes parce que ceux-ci, de leur point de vue, déshonorent l'ensemble des « nouveaux chrétiens » dans la mesure où ce nouvel état est souvent synonyme de crypto-judaïsme. Plusieurs de ces conversos font d'ailleurs partie de l'Inquisition, notamment parmi les franciscains et les dominicains. Certains prennent une part active dans les controverses et disputations contre les juifs.
José Faur (en) répartit les Juifs converses et leurs descendants selon la perception et l'attitude religieuses,, :
- Conversos d'esprit chrétien : ils aimeraient rester chrétiens et n'avoir plus rien à voir avec le judaïsme

Exemples : Juan Luis Vives (1492-1540), Luis de León (1527-1591)
- Conversos d'esprit juif : ils veulent retourner au judaïsme le plus tôt possible et n'avoir plus rien à voir avec le christianisme

Exemples : Gracia Nassi (1510-1569), Menasseh ben Israël (1604-1657)
- Conversos ambivalents : ils (re)connaissent à la fois le judaïsme et le christianisme

Exemples : Paul de Santa Maria (1351-1435), Isaac de La Peyrère (1596-1676)
- conversos sceptiques : ils rejettent à la fois le judaïsme et le christianisme

Exemples : Uriel da Costa (1585-1640), Baruch Spinoza (1632-1677)

### Espagne (Castille, Léon, Aragon, Andalousie et îles Canaries)
- Alexandre de Rhodes (jésuite, missionnaire et linguiste) est d’origine juive.
- Pedro de Las Casas, père du dominicain Bartolomé de Las Casas, modeste marchand, appartenait à une lignée de nouveaux chrétiens[16].
- Antoine de Louppes de Villeneuve, le grand-père maternel de Michel Eyquem de Montaigne (philosophe et humaniste), aurait été authentiquement un converso (sa conversion au christianisme était, semble-t-il, sincère pour l'époque). Le père d'Antoine de Louppes, Juan Garcia Lopez de Villanueva, ne serait autre que Meyer Moshé Paçagon, riche grossiste de chiffons et d'étoffes de Calatayud (Espagne) et qui aurait changé de nom après son baptême au début du XVe siècle[17]. Cependant, l’origine juive de la mère de Montaigne est contestée ; avant les recherches du XIXe siècle, il n’a jamais été fait mention de cette « filiation »[18],[17].
- Juan Sánchez (1440-1507), grand-père paternel de sainte Thérèse d'Avila (carmélite canonisée) issu d'une famille de Tolède, condamné en 1485 par l'Inquisition tolédane, pour cause de crypto-judaïsme, a porté le sambenito d'infamie, s'installe ensuite à Ávila[19],[20]. Son fils (père de la future sainte chrétienne), Alonso Sánchez de Cepeda (es), y épouse Beatriz Dávila y Ahumada (es).
- Michel Servet (théologien) descend par sa mère de la famille Zaporta, juifs espagnols convertis de la région de Monzón.
- Joan Miró (peintre) porte un nom d'origine juive espagnole[21].
- Selon certains auteurs, Christophe Colomb (explorateur) serait d'origine juive[22],[23] ; son ADN irait dans ce sens[24]. (Voir Théories sur l'origine de Christophe Colomb).
- La famille du chrétien Juan Luis Vives (« polygraphe de génie »[25], philosophe et humaniste) doit se convertir en 1391 puis est poursuivie par l'Inquisition pour crypto-judaïsme ; ses parents sont brûlés, son père vif et les restes de sa mère après qu'ils ont été déterrés 21 ans après sa mort ; ses deux sœurs ne peuvent plus prétendre revendiquer leur droit sur la dot de leur mère ni à quelconque bien de leurs deux parents, confisqués par le Trésor royal[26],[27],[5].
- Mencía Díaz de Clavijo y Llerena, mère du futur saint catholique d'origine canarienne, José de Anchieta (missionnaire jésuite), était une descendante de juifs convertis.

### Portugal

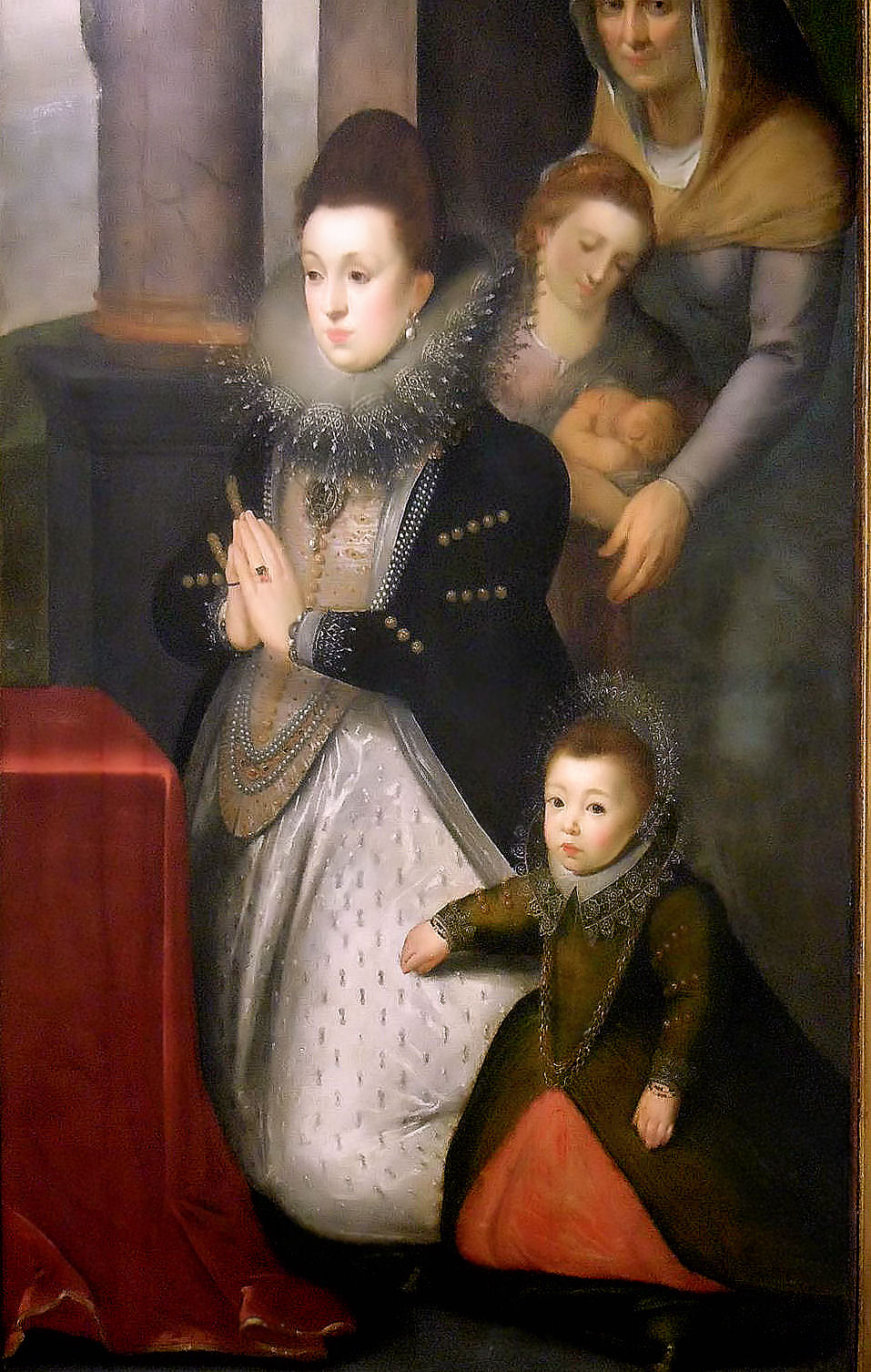
L'épouse de Simon Rodriguez d'Evora de famille converse, Anna Ximenes d'Aragon, et sa fille Gracia Rodriguez de Evora (Otto Vaenius, 1601, Maagdenhuis, Anvers)

- L'épouse de Simon Rodriguez d'Evora de famille converse, Anna Ximenes d'Aragon, et sa fille Gracia Rodriguez de Evora (Otto Vaenius, 1601, Maagdenhuis, Anvers)Baruch Spinoza (1632-1677), faisait partie de la communauté juive portugaise d’Amsterdam. Il était issu d’une famille de nouveaux chrétiens réfugiés aux Provinces Unies deux générations plus tôt et retournés à la religion juive.
- Uriel da Costa, philosophe du XVIIe siècle.
- Jacob Rodrigue Péreire (1715-1780), précurseur de l'éducation des sourds et de l'orthophonie.
- David Ricardo (1772-1823) est issu d'une famille de financiers juifs portugais installée d'abord aux Pays-Bas, puis en Angleterre juste avant sa naissance.
- David de Castro Tartaas (1630-1698), imprimeur à Amsterdam venu de Tartas (Landes), fondateur du journal Gazeta de Amsterdam.
- Camille Pissarro (1830-1903) est un peintre dont le père, Abraham Frederic Gabriel Pissarro, était un Juif portugais né à Bragance, qui avait émigré à Bordeaux à la fin du XVIIIe siècle, alors qu'il était encore enfant. Camille Pissarro est le père du peintre Lucien Pissarro.
- Emma Lazarus (1849-1887), poétesse américaine, activiste et précurseur de la cause sioniste. Ses parents étaient des juifs séfarades portugais dont les familles étaient installées depuis longtemps à New York. Elle est l'auteur du sonnet The New Colossus gravé sous la statue de la Liberté.
- Pierre Mendès France (1907-1982) est issu d'une famille de vieille ascendance judéo-portugaise du nom de « Mendes de França », installée à Bordeaux, Rochefort, Louviers et Paris.
- Abraham Pais (1918-2000), physicien néerlandais et théoricien de la physique quantique, collègue et ami d'Albert Einstein.
- Les Frères Pereire, Émile et Isaac (XIXe siècle), issus d'une famille juive bordelaise, financiers et entrepreneurs ayant eu un rôle considérable dans l'essor industriel de la France sous la monarchie de Juillet et le Second Empire.